# Estación General Pacheco
General Pacheco es una estación ferroviaria ubicada en la localidad homónima, en el partido de Tigre, Gran Buenos Aires, Argentina.

## Servicios
Es una estación intermedia del servicio diésel interurbano del Ferrocarril General Bartolomé Mitre, servido entre las estaciones Villa Ballester y Zárate.
Bajo la concesión de TBA el ramal hacia Zárate tuvo 15 servicios diarios, con trenes en muy mal estado (ya que más de uno le faltaban vidrios en las ventanillas).
En la actualidad, bajo la órbita de Trenes Argentinos, todos los trenes se encuentran en buen estado, limpios, con todos sus vidrios, cuentan con seguridad de PFA que viaja en uno de los coches en todo el recorrido. Los servicios de trenes que llegan a la estación son 20 servicios diarios de ida y 20 servicios de vuelta (con frecuencia de 23 minutos), los días de semana. Los sábados, tiene 16 servicios de ida y 16 servicios de vuelta, pero con frecuencia 33 min entre tren. Y los domingos, tiene 12 servicios, con frecuencia de 1:30hs. entre tren.

El 22 de abril de 1876 las autoridades del Ferro Carril Buenos Aires y Campana (FCBAyC) decidieron el establecimiento de una parada en el lugar, en reconocimiento a la existencia de una comunidad o población. Allí tuvo su origen la estación de ferrocarril General Pacheco, tomándose ese día como fecha fundacional de la ciudad.